# Йозеф фон Гормайр
Йозеф фон Гормайр (нім. Joseph von Hormayr; 20 січня 1781, Інсбрук, Австрія — 5 жовтня 1848, Мюнхен, Баварія) — австрійський історик, австрійський і баварський державний діяч. Політичний радник Андреаса Гофера.

## Біографія
Йозеф фон Гормайр народився 20 січня 1781 в місті Інсбрук. Бувши онуком канцлера Тіроля, Гормайр вже в 20-річному віці був призначений на посаду в австрійському міністерстві закордонних справ, а в 1803 році став секретарем двору та директором державних таємних архівів. Однак, в 1805 році, після принизливого для Австрії Четвертого Пресбурського миру Тіроль був переданий Баварії, Гормайр заявив свій протест.
У 1808 році до Відня прибув капітан Андреас Гофер, з детальним планом широкого народного руху в уярмленому Тіролі. Незабаром Гофер і його сподвижники (Гормайр, Гаспінгер, Шпекбагер та ін.), шляхом усної пропаганди, повідомили цей план всьому Тіролю.
|                                                                                                | Горяни гірськими струмками спускали пресовані кулі з суміші борошна, вугілля та крові, які подавали сигнал до повстання! |
| — писав недоброзичливий до Гофера французький історик Васт (та водночас віддавав йому належне) | |

8 квітня 1809 року передовий загін Гофера атакував баварські контингенти; а іншого дня, 9 квітня повстав весь Тіроль. Гормайр став політичним радником Андреаса Гофера. Ним були складені кілька патріотичних прокламацій
Гормайра не оцінили при віденському дворі. 1813 року він спробував інспірувати антибаварські протести в Тіролі, але був заарештований. 1816 року у вигляді невеликої розради Гормайру запропонували посаду віденського придворного історика. Однак його розчарування в політиці Відня було таке сильне, що в 1828 році він прийняв пропозицію короля Баварії Людвіга I про надходження на баварську державну службу. Після чотирирічного перебування у ранзі радника Міністерства закордонних справ Баварії в 1832 році Гормайр був призначений міністром-посланником Баварії в Ганновері, а з 1837 по 1846 роки обіймав цю ж посаду в Бремені.
Найбільш помітна праця Гормайра — двадцятитомник під назвою «Австрійський Плутарх» (нім. «Österreichische Plutarch»; 1807—1812), що є збіркою нарисів про найвидатніших австрійських військових та державних діячів. Деякі роботи Гормайра присвячені досить давній історії. Зокрема, книга «Критико-дипломатичні питання історії Тіроля в Середньовіччі» (нім. «Kritisch-diplomatische Beiträge zur Geschichte Tirols im Mittelalter»; 1802—1803, 2 томи). Інші його книги стосуються подій недавнього минулого й тому набувають яскраво виражений полеміко-публіцистичний характер. Вважається, що достовірність свідчень Гормайра не абсолютна, оскільки йому властиво завжди висувати власну фігуру на перший план. Це особливо стосується памфлетів Гормайра, пов'язаних з тірольським опором 1800-1810-х рр., але частково також і книги «Загальна історія новітнього часу, від смерті Фрідріха Великого до Другого Паризького світу» (нім. «Allgemeine Geschichte der neuesten Zeit vom Tod Friedrichs des Grossen bis zum zweiten Pariser Frieden»; 1814—1819).
Значною заслугою Гормайра є також видання журналу «Архів географії, історії, державознавства та військової науки» (нім. «Archiv fur Geographie, Hystorie, Staats- und Kriegskunde»; 1810—1823), що публікував матеріали з історії, літератури й культури всіх народів імперії.